# Xã East Finley, Quận Washington, Pennsylvania
Xã East Finley (tiếng Anh: East Finley Township) là một xã thuộc quận Washington, tiểu bang Pennsylvania, Hoa Kỳ. Năm 2010, dân số của xã này là 1.392 người.